# Grahamia clinius
Grahamia clinius är en stekelart som först beskrevs av Walker 1839.  Grahamia clinius ingår i släktet Grahamia och familjen finglanssteklar. Arten är reproducerande i Sverige. Inga underarter finns listade i Catalogue of Life.